# NIC-13D
La NIC-13D  es una importante carretera nacional clasificada como troncal secundaria en Nicaragua. Esta vía comienza en el Oeste,  a la altura de La Estrella cerca de San Pedro del Norte Bocana de Paiwás y culmina en el Este en el municipio de La Cruz de Río Grande en la Región Autónoma de la Costa Caribe Norte.

## Extensión
Con una extensión de 85,45 km, la NIC-13D juega un rol clave en la conectividad y transporte de la región.